# Child Rights Information Network
Child Rights Information Network (CRIN) è un network d'informazione internazionale che supporta le Nazioni Unite per l'applicazione della Convenzione internazionale sui diritti dell'infanzia e in generale dei diritti dei minori. Al CRIN aderiscono più di 1400 organizzazioni di oltre 130 paesi. Dal 1995 è stata ospitata da Save the Children, ente di beneficenza con sede a Londra, ed è gestito congiuntamente da diverse organizzazioni, tra cui la IEF.